# نبرد در بهشت
نبرد در بهشت (اسپانیایی: Batalla en el cielo‎) فیلمی درام به کارگردانی کارلوس ریگاداس محصول سال ۲۰۰۵ سینمای مکزیک است.